# Aphotaenius carolinus
Aphotaenius carolinus är en skalbaggsart som beskrevs av Van Dyke 1928. Aphotaenius carolinus ingår i släktet Aphotaenius och familjen Aphodiidae. Inga underarter finns listade i Catalogue of Life.